# Batroun
Batroun (em árabe: البترون) é uma cidade do Líbano, localizada na província do Monte Líbano. Situa-se a cerca de 50km da capital Beirute. É conhecida por ser uma das cidades mais antigas do mundo.      

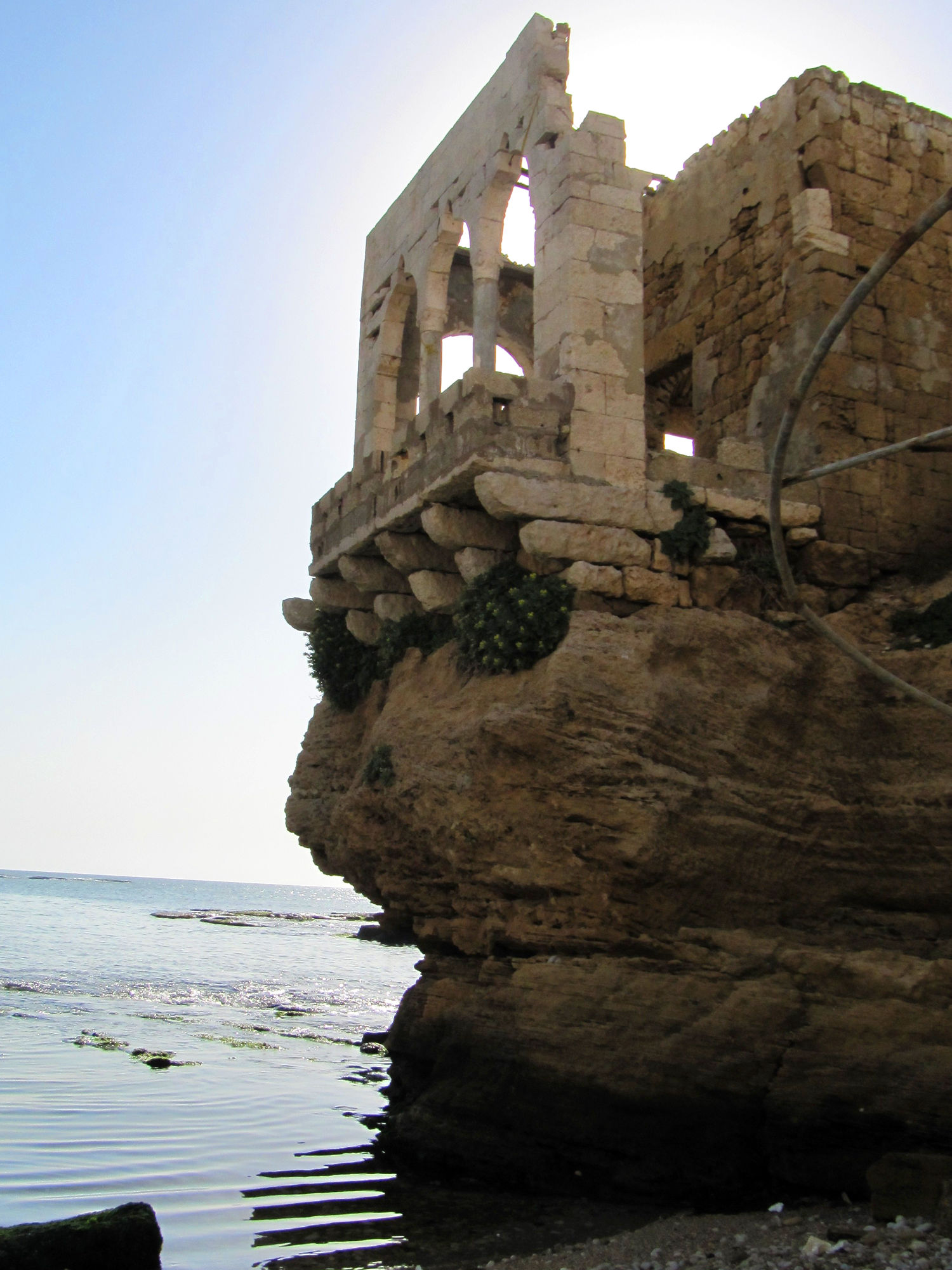
Ruínas históricas na cidade.